# Pål Gunnar Mikkelsplass
Pål Gunnar Mikkelsplass, född 29 april 1961, är en norsk tidigare längdåkare. 
Mikkelsplass tävlade i världscupen mellan åren 1981 och 1997. Totalt blev det tre segrar i världscupen. Som bäst blev han trea i den totala världscupen året 1988.  
Mikkelsplass deltog vid två olympiska spel, i såväl OS 1984 som OS 1988. Hans bästa resultat var silver på 15 km vid OS i Calgary. Vid världsmästerskapen var Mikkelsplass med i det norska stafettlag som tog guld vid VM 1982 och VM 1985. 
Mikkelsplass är anlitad som personlig tränare för Therese Johaug under säsongen 2016/2017.